# الأفنيوز (الخبر)
الأڤنيوز الخُبَر هو مشروع قيد التنفيذ لبناء أحد أكبر المجمعات في السعودية، يقع في محافظة الخُبَر وتنفذه شركة شمول القابضة، وتبلغ قيمته أكثر من 7.3 مليار ريال، ويُتوقع افتتاح المشروع في الربع الأول من عام 2027.
يقع المشروع عند تقاطع طريق الملك سعود وطريق الأمير سلطان بالدوحة الشمالية في شمال محافظة الخبر، ويمتدّ على مساحة أرض تبلغ 198,000 م²، ومساحة تأجيرية تبلغ 167,000 م²، ومساحة بناء إجمالية تبلغ 820,000 م²، وسيضم مناطق تجارية، ومساحات خاصة للترفيه، وأبراجًا تشمل فنادق، ومكاتب، وقاعات للفعاليات والمعارض. ومواقف سيارات تتسع لنحو 6 آلاف مركبة.